# Charles Bernard Desormes
Charles Bernard Desormes (Dijon, Costa d'Or, 3 de juny 1777 - Verberie, Oise, 30 d'agost 1862) fou un físic, químic, industrial i polític francès, conegut per l'experiència Clément-Desormes i pel primer estudi de les propietats del iode.
Desormes estudià a París a l’École polytechnique i acabà els seus estudis superiors el 1794. Fou ajudant de Louis Bernard Guyton de Morveau a la mateixa École polytechnique. Després, el 1804, passà al món industrial i fundà una fàbrica de productes químics a Verberie (Oise), amb Joseph Montgolfier i Nicolas Clément. El 1819 fou nomenat correspondant de l'Acadèmia Francesa de les Ciències. Es dedicà a la política i fou elegit tres vegades batlle de Verberie, els períodes 1821-1826, 1831-1840 i 1843-1852. Partidari declarat de les doctrines liberals sota la Restauració francesa, no es torbà, després de la Revolució francesa de Juliol (1830), a lluitar contra la política de Lluís Felip I de França i es presentà, sense èxit, el 1831 com a candidat de l'esquerra a les eleccions per la circumscripció de Senlis (Oise). Posteriorment fou elegit conseller general del departament d'Oise i, el 8 maig 1835, nomenat Cavaller de la Legió d'Honor. Fundà amb Donatien Marquis el diari La revue de l'Oise i, després, Progrès de l'Oise òrgan de l'oposició dinàstica. Es retirà de la indústria el 1845. Després de la Revolució de 1848 fou elegit representant electe del poble, i votà normalment amb els republicans, i després de l'elecció de 10 de desembre, lluità contra la política de l'Elisi. No tornà a ser reelegit.

## Obra
Entre 1801 i 1804 construí les primeres piles seques amb discs metàl·lics separats per una pasta de sal. Conjuntament amb el seu amic i gendre Nicolas Clément determinaren la composició centesimal del disulfur de carboni (CS₂) i del monòxid de carboni (CO) en els anys 1801-02. El 1806 dilucidaren el procés catalític que té lloc durant la producció industrial d'àcid sulfúric pel mètode de les cambres de plom, la qual cosa va permetre optimitzar el procés. El seu article és considerat el primer intent d'una teoria de la catàlisi amb l'objectiu d'explicar els efectes dels òxids de nitrogen en el procés d'obtenció de l'àcid sulfúric. Amb Clément rebé l'encàrrec de Bernard Courtois d'estudiar una nova substància que havia obtingut el 1811 en la seva indústria d'obtenció de nitrat de potassi. Clément i Desormes realitzaren una investigació sistemàtica de les seves propietats i, el 29 de novembre de 1813, exposaren una mostra d'aquesta nova substància a l'Institute Imperial de France i presentaren els resultats dels seus estudis. Joseph-Louis Gay-Lussac assenyalà que podia ser un nou element químic i proposà el nom de iode, cosa que fou confirmada per l'anglès Humphry Davy el mateix any. El 1819 aconseguiren determinar la relació entre les calors específiques dels gasos sota pressió constant i sota volum constant. És un mètode conegut com a experiència de Clément-Desormes.

### Obres
- Considérations sur les routes en général et sur celles du département de l'Oise (1834) (en català: Consideracions sobre les carreteres en general i sobre les carreteres del departament de l'Oise)
- Des impôts (1851). (en català: Sobre els imposts)